# NGC 6776
NGC 6776 é uma galáxia elíptica (E) localizada na direcção da constelação de Pavo. Possui uma declinação de -63° 51' 36" e uma ascensão recta de 19 horas, 25 minutos e 19,1 segundos.
A galáxia NGC 6776 foi descoberta em 20 de Junho de 1835 por John Herschel.